# チェロ協奏曲 (バーバー)
チェロ協奏曲 イ短調（英語: Cello Concerto in A Minor）作品22は、サミュエル・バーバーの作曲した協奏曲の一つである。

## 概要
ボストン交響楽団から、ロシア人女性チェリスト、ラヤー・ガールブゾヴァのためにチェロ協奏曲を依嘱され、1945年11月22日に完成した。バーバーは、ガールブゾヴァに全レパートリーを弾いてもらって彼女の演奏様式を理解し、作曲に活かした。この協奏曲はガールブゾヴァの魅力に完全に釣り合っていたといわれる。1946年4月5日にガールブゾヴァはボストン交響楽団と初演を行ない、引退するまでこの作品の解釈を研ぎ澄ましていった。バーバーはこの作品によって1947年度ニューヨーク音楽評論家サークル賞を授与された。
作品は徐々にチェリストのレパートリーに入ってきているが、技術的な要求が極度に高いため、未だに主流になってはいない。しかし、チェロのために作曲された最も優れた協奏曲の一つであることには変わりない。

## 楽器編成
独奏チェロ、フルート2、オーボエ1、イングリッシュホルン1、クラリネット2、バスクラリネット1、ファゴット2、ホルン2、トランペット3、ティンパニ、スネアドラム、弦楽五部。

## 楽章構成
以下の3つの楽章から成る。
1. アレグロ・モデラート
2. アンダンテ・ソステヌート
3. モルト・アレグロ・エ・アパッショナート